# Giovanni Nanguy
Giovanni Nanguy (Cocody, 21 gennaio 1990) è un giocatore di football americano ivoriano naturalizzato francese che gioca come defensive lineman per i Munich Ravens.
Dopo aver giocato per le giovanili dei Léopards de Rouen, è passato nella prima squadra degli Spartiates d'Amiens. Si trasferisce quindi una prima volta in Germania ai Lübeck Cougars, per poi tornare in Francia agli Argonautes d'Aix-en-Provence. Nel 2018 prende una pausa, riprendendo quindi l'attività l'anno successivo coi tedeschi Elmshorn Fighting Pirates e firmare quindi nel 2020 con gli Aigles Rouges de Nice (coi quali non ha potuto giocare a causa della pandemia di COVID-19).Dal 2021 gioca in ELF, prima negli Hamburg Sea Devils, poi nei Paris Musketeers, infine nei Munich Ravens.

## Palmarès
- 1 World Games (2017)
- 1 Europeo (2018)
- 2 Casque de Diamant (Spartiates d'Amiens, 2010, 2012)